# ابراهام پیل
ابراهام پیل (انگلیسی: Abraham Pihl; ۳ اکتبر ۱۷۵۶ – ۲۰ مهٔ ۱۸۲۱) کشیش، معمار، ستاره‌شناس، ساعت‌ساز اهل نروژ بود.